# Glypta conflictanae
Glypta conflictanae là một loài tò vò trong họ Ichneumonidae.